# Casa da Princesa Isabel
A Casa da Princesa Isabel e do Conde d'Eu, ou simplesmente Palácio Isabel, foi uma residência imperial localizada em Petrópolis, Rio de Janeiro. Pertencendo atualmente ao ramo de Petrópolis da família Orléans e Bragança, descendente da família imperial brasileira, o palácio é tombado pelo Instituto do Patrimônio Histórico e Artístico Nacional. Em sua varanda frontal foi tirada aquela que é chamada de "a última fotografia da Família Imperial no Brasil", em fins de 1888. 

## Histórico
Construída por seu primeiro dono, José Pedro da Mota Sayão, o Barão do Pilar, fazendeiro e negociante, membro da primeira diretoria do Banco do Brasil, em 1853, é de estilo neoclássico. Em 1874 foi alugada ao Conde d’Eu, que a comprou em 1876. Nela nasceram os dois primeiros filhos da Princesa Isabel. A casa foi palco da última foto da família Imperial em terras brasileiras. Na residência se encontrava D. Pedro II quando tomou conhecimento do movimento militar que instituiu a República.

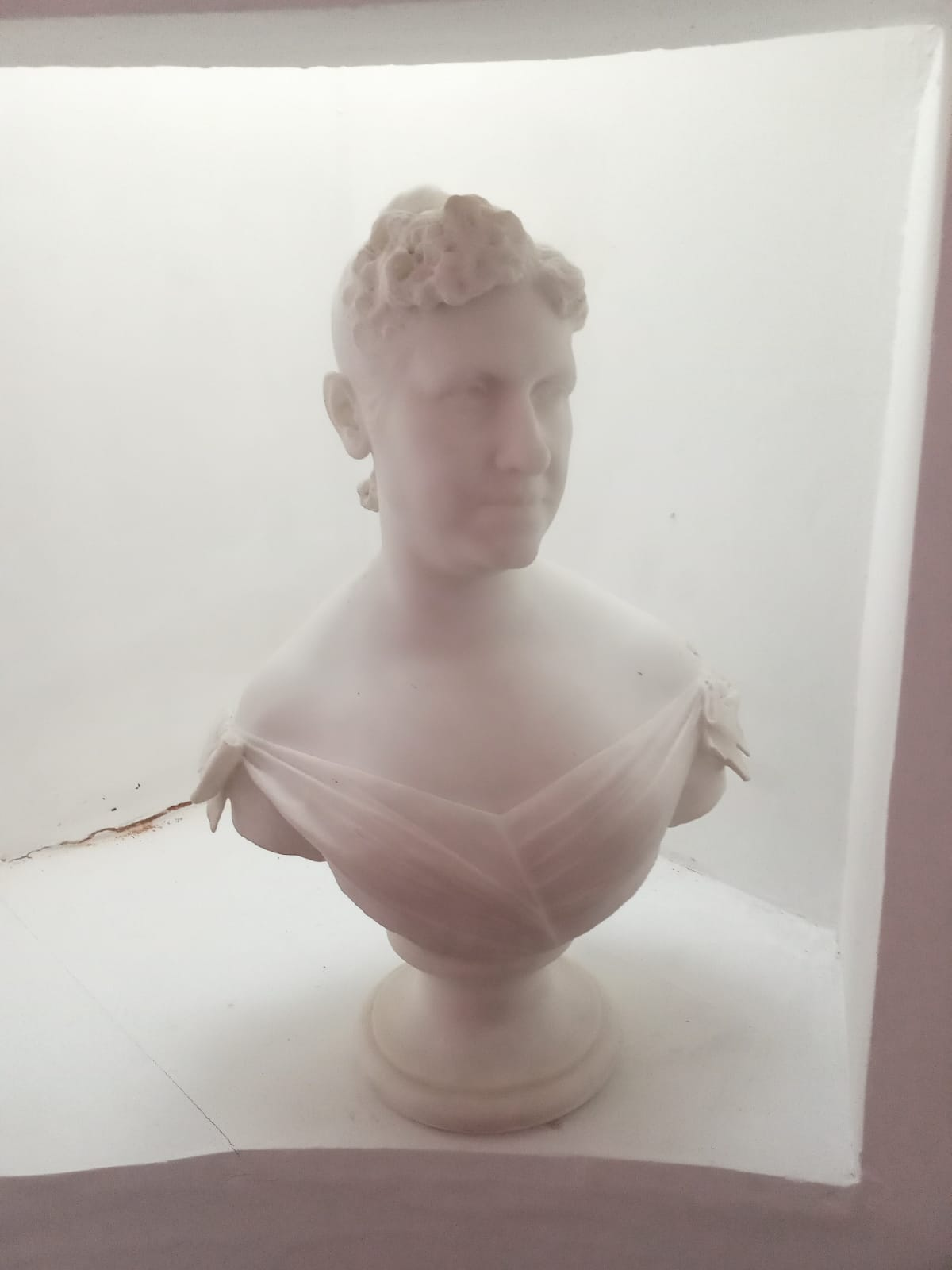
Busto da Princesa Isabel em exposição no Palácio

Após a proclamação da república brasileira (1889), passou a ser ocupada pelas delegações diplomáticas e pela Nunciatura Apostólica. Posteriormente, abrigou estabelecimentos de ensino. Atualmente, ali funciona a Companhia Imobiliária de Petrópolis, pertencente a alguns príncipes de Orléans e Bragança, mais precisamente o ramo de Petrópolis, que são descendentes da família Imperial brasileira, cuja direção estava sob o comando do príncipe D. Pedro Gastão de Orleans e Bragança até fins do século XX.

## Descrição
Em estilo neoclássico, a construção se assemelha ao vizinho Palácio Imperial de Verão, atual Museu Imperial. Está pintada no tom de tijolo característico das residências pertencentes à família imperial do Brasil durante o período imperial brasileiro (1822-1889). No frontão ostenta o monograma G.I., de Gastão & Isabel. Em sua varanda frontal foi tirada aquela que é chamada de "a última fotografia da Família Imperial no Brasil", em fins de 1888, e que mostra o imperador D. Pedro II, em companhia da imperatriz Dona Teresa Cristina e do casal de príncipes, Gastão e Isabel, com seus filhos, os príncipes Pedro, Luís e Antônio, além do príncipe Pedro Augusto de Saxe-Coburgo e Bragança, filho da princesa Leopoldina com o duque de Saxe.

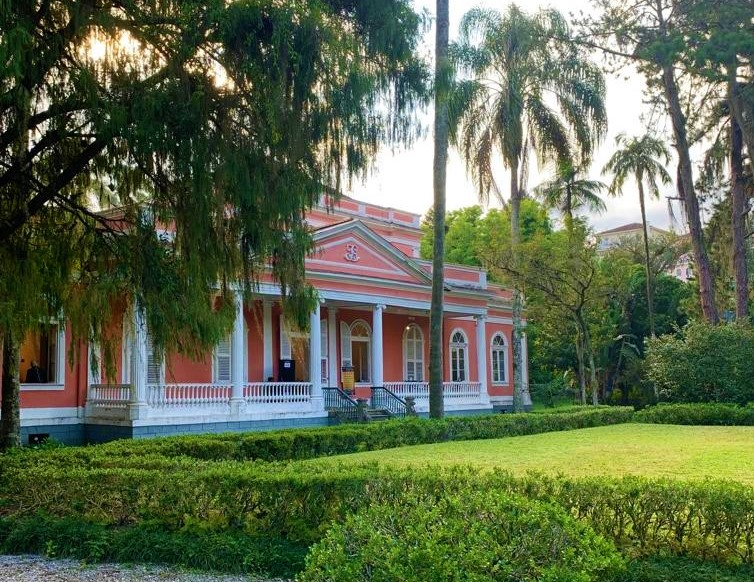
Frente da Casa da Princesa Isabel

## Informações
Na casa, além da sede da Companhia Imobiliária de Petrópolis, funciona o Antiqüário da Princesa, com peças do período monárquico à venda. A casa está localizada na Avenida Koeller, 42, Petrópolis - RJ, CEP 25685-060. A casa e também os seus jardins (com algumas camélias, símbolos da abolição, plantadas pessoalmente pela Princesa Isabel) foram tombados pelo IPHAN (Instituto do Patrimônio Histórico e Artístico Nacional) em 13/09/1939.